# Lucio Casio Longino (cónsul 11)
Lucio Casio Longino (en latín, Lucius Cassius Longinus) fue un político romano que llegó a ser consul suffectus en el año 11, sustituyendo desde el 1 de julio al cónsul ordinario Manio Emilio Lépido.
Longino perteneció a la gens Casia, que en ese momento del Imperio pertenecía a una de las familias más respetadas de la nobleza. Era descendiente en línea directa de Cayo Casio Longino, uno de los asesinos del Julio César. Casio fue un miembro de la cofradía de los hermanos Arvales.
Sus hijos, Lucio Casio Longino y Gayo Casio Longino, fueron, respectivamente, cónsul ordinario y consul suffectus en el año 30. Estos fueron criados en las estrictas costumbres romanas.